# 극장판 울려라! 유포니엄 ~맹세의 피날레~
《극장판 울려라! 유포니엄 ~맹세의 피날레~》(일본어: 劇場版 響け! ユーフォニアム ~誓いのフィナーレ~ 게키조반 히비케 유포니아무 지카이노 피나레[*])는 타케다 아야노의 동명의 소설을 원작으로 한 일본의 텔레비전 애니메이션 《울려라! 유포니엄》의 극장판이다. 교토 애니메이션이 제작하고 쇼치쿠가 배급한 이 영화는 하나다 줏키가 각본을 쓰고 이시하라 타츠야가 감독을 맡았다. 이 영화는 오마에 쿠미코가 키타우지 고등학교 2학년 때 학교의 취주악부에 합류한 새로운 1학년 학생들을 멘토링하는 과정을 그린다.
이 영화는 2017년 6월 스튜디오에서 발표한 두 개의 새로운 애니메이션 프로젝트 중 하나였으며 이시하라가 감독으로 확정되었다. 2018년 6월 쿠로사와 토모요가 쿠미코 목소리로 복귀를 확인하고 새로운 캐릭터가 공개되면서 공식 타이틀을 받았다. 추가 스태프와 캐스트는 2018년 9월과 12월에 공개되었다.
이 영화는 2019년 4월 5일 유라쿠초에서 상영되었고, 4월 19일 일본에서 개봉되었다. 이 영화는 전 세계적으로 300만 달러 이상의 수익을 올렸다. 그 뒤를 이어 쿠미코가 3학년으로 등장하는 텔레비전 애니메이션이 2024년 일본에서 방영되었다.

## 줄거리
키타우지 고등학교 2 학년 첫날 오마에 쿠미코는 학교 취주악부에 합류하여 유포니엄을 연주하는 1 학년 히사이시 카나데를 만난다. 1학년 스즈키 미레이, 스즈키 사츠키, 츠키나가 모토무도 베이스 섹션에 합류한다. 연습 첫날, 부장인 요시카와 유코는 쿠미코와 코베 토모에를 새로 합류 한 1학년 학생들을 감독하도록 지정하고 전국 대회에서 금메달을 획득하는 목표를 설정한다. 쿠미코는 후배와 선배의 거리를 알아차린다. 선라이즈 페스티벌에서 미레이는 합류 한 이후로 원했던 것처럼 공연을 진지하게 받아들이지 않고 카토 하즈키와 사츠키가 장난을 치는 것을 발견하고 떠난다. 쿠미코는 카나데와 함께 미레이를 쫓아 미레이가 돌아 오도록 설득한다. 키타우지 고등학교 취주악부는 축제에서 성공적으로 공연한다.
연습에서 타키 노보루는 대회 지정 작품이 "March Sky Blue Dream"이고 자유 작품은 "리즈와 파랑새"이며 다가오는 오디션을 발표한다. 쿠미코는 현 축제에서 츠카모토 슈이치와 동행하고 나중에 코사카 레이나를 만난다. 둘 다 고등학교 3 학년이되기 때문에 미래에 대해 이야기한다. 나중에 연습에서 토모에는 대신 밴드를 매니저로 섬기기 위해 대회에서 탈퇴한다고 발표한다. 그런 다음 그녀는 턱관절에 염증이 있음을 쿠미코에게 밝힌다. 나중에 카나데는 나카가와 나츠키가 선배 임에도 불구하고 도움을 요청한 것에 대한 좌절감을 쿠미코에게 털어 놓는다. 오디션 당일 나츠키는 카나데가 진지하게 연주하지 않는 것을 알고 타키에게 오디션 연기를 요청한다. 카나데와 나츠키 사이의 열띤 논쟁이 이어지며 카나데는 곧 졸업을 앞둔 나츠키에게 양보하기 위해 오디션에 실패했다고 말했다. 쿠미코는 중학교 선배와의 경험을 밝힌 카나데를 통해 이야기한다. 오디션은 쿠미코, 카나데, 나츠키가 합격하는 것으로 끝난다.
밴드는 타키, 하시모토 마사히로, 니야마 사토미가 연 훈련 캠프에 참석한다. 밤 늦게 쿠미코와 슈이치는 밴드에 집중하기 위해 헤어지기로 동의한다. 간사이 대회에서 졸업생이자 전 밴드 멤버인 카오리 나카세코, 오가사와라 하루카, 타나카 아스카가 키타우지의 공연을 보러 도착한다. 공연 후 키타우지 고등학교 취주악부는 전국 진출에 실패했다. 쿠키 영상에서 카나데는 취주악부의 부장이 된 쿠미코를 맞이한다.

## 캐스트
| 성격              | 일본어            |
| ----------------- | ----------------- |
| 오마에 쿠미코     | 쿠로사와 토모요   |
| 카토 하즈키       | 아사이 아야카     |
| 카와시마 사파이어 | 토요타 모에       |
| 코사카 레이나     | 안자이 치카       |
| 히사이시 카나데   | 아마미야 소라     |
| 스즈키 미레이     | 나나세 아야카     |
| 스즈키 사츠키     | 쿠노 미사키       |
| 츠키나가 모토무   | 츠치야 신바       |
| 츠카모토 슈이치   | 이시야 하루키     |
| 나카가와 나츠키   | 후지무라 코노미   |
| 요시카와 유코     | 야마오카 유리     |
| 고토 타쿠야       | 츠다 켄지로       |
| 나가세 리코       | 코보리 미유키     |
| 타나카 아스카     | 코토부키 미나코   |
| 오가사와라 하루카 | 하야미 사오리     |
| 카오리 나카세코   | 치하라 미노리     |
| 오마에 켄타로     | 나카 히로시       |
| 오마에 아키코     | 나나오 하루히     |
| 오마에 마미코     | 누마쿠라 마나미   |
| 마츠모토 미치에   | 히사카와 아야     |
| 니야마 사토미     | 쿠와시마 호코     |
| 하시모토 마사히로 | 나카무라 유이치   |
| 타키 노보루       | 사쿠라이 타카히로 |

## 음악
2018년 9월, 마츠다 아키토가 Sound! Euphonium: The Movie – Our Promise: A Brand New Day를 열었다. 2018년 12월 트루가 영화 주제가의 연주자로 밝혀졌다. 노래 제목은 2019년 2월 "Blast!"로 공개되었으며, 4월 17일에 일본에서 싱글이 발매되었다. The Endless Melody 라는 자막이 붙은 이 영화의 오리지널 사운드트랙은 일본에서 2019년 5월 22일, 디지털 방식으로 2022년 4월 4일에 공개되었다.